# Майер, Джойс
Джойс Майер (англ. Joyce Meyer; 4 июня 1943, Сент-Луис, США) — американский телеевангелист, учитель Библии, автор книг, ведущая ежедневной теле- и радиопрограммы «Жизнь, полная радости», основатель и руководитель организации «Служение Джойс Майер», имеющей свои отделения во многих странах мира .
В феврале 2005 года американский журнал "Time" отнёс Джойс Майер к числу двадцати пяти самых популярных евангелистов Америки.

## Биография
Джойс Майер родилась в 1943 году в городе Сент-Луисе, штат Миссури, США. В детстве подвергалась сексуальному насилию со стороны отца. После окончания школы вышла замуж за продавца автомобилей, через 5 лет супружеская пара развелась. Затем Джойс вышла замуж за инженера-чертёжника Дейва Майера.
В 1976 году Джойс начала вести библейские занятия, а в 1980 году стала помощницей пастора церкви в Сент-Луисе, Миссури.
Джойс Майер болела раком груди; о своей борьбе и победе над болезнью она рассказала в книге «Look Great, Feel Great: 12 Keys to Enjoying a Healthy Life Now».
Её проповеди транслируются по радио и телевидению более чем на 90 языках по всему миру.
У Джойс Майер почётная степень доктора богословия Оклахомского университета Орала Робертса и степень доктора философии и богословия Флоридского университета «Лайф Кристиан»..

## Личная жизнь
Джойс вышла замуж за Дэйва Майера в 1967 году. У пары четверо взрослых детей.

## Служение Джойс Майер
Джойс Майер – автор более ста книг, многие из которых были переведены более чем на 130 языков. Свыше двенадцати миллионов её книг были бесплатно распространены по всему миру, и миллионы экземпляров продаются ежегодно.
Каждый год Джойс проводит свыше десятка крупных конференций в Соединённых Штатах и за рубежом, на которых делится с людьми библейскими истинами на различные темы.
В течение тридцати лет она проводит ежегодную женскую конференцию, которую в общей сложности посетили двести тысяч женщин со всего мира. Кроме этого, Джойс ведёт теле- и радиопрограмму под названием «Жизнь, полная радости» , которая вещается по всему миру, имеет переводы на громадное количество языков и охватывает аудиторию примерно в 4,5 миллиарда человек.

### Миссия «Рука надежды»
Во второй половине 1980-х годов у Джойс появилось сильное желание помогать людям. В 1986 году они с мужем стали откладывать деньги на помощь бедным. И начали прямо с родного города Джойс, с Сент-Луиса, финансово поддерживали организацию, которая помогала жителям бедных кварталов, а также оказывали финансовую поддержку другим Служениям. Затем стали ездить в миссионерские поездки и сотрудничать с миссионерами по всему миру.
В 2000 году Дэйв и Джойс Майер открыли в Сент-Луисе центр «Мечта» (The Dream), который оказывает помощь жителям неблагополучных районов города.
В «Служении Джойс Майер» была основана международная миссия «Рука надежды», цель которой восполнять основные потребности страждущих и реальными делами показывать людям Божью любовь. Вместе с миссией «Рука надежды» Джойс много ездит по всему миру с оказанием разного рода помощи остро нуждающимся жителям той или иной местности.
На сегодняшний день миссия «Рука надежды» кормит голодающих, бурит колодцы с чистой питьевой водой в тех регионах мира, где чистой воды нет; оказывает медицинскую и стоматологическую помощью людям, не имеющим возможности сходить к врачу, и делает ещё многое другое в почти ста пятидесяти странах мира.
Для Джойс очень важно оказывать людям не только духовную помощь – посредством Божьего Слова, но и практическую – восполняя их насущные нужды.